# Dijak
Dijak je poluvodička elektronička komponenta koja ima namjenu dvosmjerne okidne diode, a pretežno se upotrebljava za generiranje pobudnog impulsa za trijak ili tiristor.
Dijak ne vodi struju sve dok napon ne dostigne probojnu vrijednost, koja je tipično oko 30 V. Nakon proboja se napon potreban za održavanje vođenja struje smanjuje s povećavanjem jakosti struje, pa može pasti i do 10 V u odnosu na probojni napon, tj. u tom području rada postoji negativni dinamički otpor. Ova pojava nastaje zbog lavinskog efekta u poluvodiču što je slično izboju u plinu kod tinjalice.
Dijak je izveden od tri sloja poluvodiča (N-P-N), pa je sličan tranzistoru bez izvoda za bazu, što se vidi i prema izvornoj oznaci.

## Sidac
Za veće napone i struje se umjesto dijaka upotrebljava dvosmjerni diodni tiristor, poznatiji kao sidac. On nakon proboja prelazi kroz područje negativnog dinamičkg otpora u vodljivo stanje s malim padom napona (oko 1,5 V) koje održava sve dok kroz njega teče dovoljna struja.
Prema načinu rada se može predočiti kao dvije antiparalelno spojene Shockleyeve diode, a izveden od pet slojeva poluvodiča (npr. P-N-P-N-P), pa je sličan trijaku bez izvoda za upravljačku elektrodu.
Glavna primjena mu je u sklopovima za dobivanje visokog napona koji se napajaju direktno izmjeničnim naponom, kao što su potpaljivači za plinske plamenike i žarulje s izbojem u plinu.